# Ugo di Digne
Ugo di Digne (Digne, ... – Marsiglia, 21 febbraio 1257) è stato un religioso francese.

## Biografia
Nato a Digne, si trasferì presto a Barjols. Fu tra i primi provenzali ad abbracciare la vita religiosa tra i frati minori e tra il 1238 e il 1242  ricoprì la carica di ministro provinciale di Provenza.
Lasciato l'ufficio di padre provinciale, si stabilì nel convento di Hyères, che divenne il centro del suo ministero apostolico. Accompagnò il ministro generale dell'ordine, Giovanni da Parma, nella visita della provincia.
Fu un valente predicatore e promosse la vita evangelica tra i laici, dando inizio a Hyères a un vasto movimento penitenziale. Ispirò la nascita dei frati della penitenza di Gesù Cristo e indirizzò la sorella minore Dolcelina verso la fondazione delle dame di Roubaud, un convento di beghine.
Secondo la testimonianza del cronista Salimbene de Adam, che lo conobbe a Hyères, fu "uno dei più grandi chierici del mondo e solenne predicatore gradito al clero e al popolo". Fu ricevuto da papa Innocenzo IV a Lione e nel 1254 Luigi IX, sbarcato in Provenza di ritorno dalla crociata, volle incontrarlo.
Salimbene lo descrive come uno dei più convinti seguaci del gioachimismo ma, benché Ugo conoscesse gli scritti di Gioacchino da Fiore e se ne servisse, le sue opere recano solo una debole traccia di quel pensiero.
Fu autore di vari scritti in difesa della povertà francescana: la Disputatio inter zelatorem paupertatis et inimicum domesticum eius, il De finibus paupertatis e una Elucidatio super Regulam fratrum minorum.
Le opere di Ugo di Digne influenzarono gli scritti di Pietro di Giovanni Olivi, di Bonaventura da Bagnoregio, di Ubertino da Casale e di Bernardino da Siena.
Morì a Marsiglia e fu inumato nella chiesa del locale convento francescano. Benché le autorità ecclesiastiche non abbiano mai autorizzato il suo culto, il suo nome fu inserito nel martirologio francescano con il titolo di beato.